# Jérôme Beau
Jérôme Daniel Beau (ur. 24 grudnia 1957 w Paryżu) – francuski duchowny katolicki, biskup pomocniczy Paryża w latach 2006–2018, arcybiskup Bourges w latach 2018–2025, arcybiskup metropolita Poitiers od 2025.

## Życiorys

### Prezbiterat
Święcenia kapłańskie otrzymał 23 czerwca 1984 z rąk Jean-Marie Lustigera. Inkardynowany do archidiecezji paryskiej, przez kilka lat pracował jako wikariusz, zaś w 1993 został proboszczem paryskiej parafii św. Seweryna. W 2001 został rektorem seminarium, zaś dwa lata później objął także funkcję dyrektora wydziału ds. powołań.

### Episkopat
1 czerwca 2006 papież Benedykt XVI mianował go biskupem pomocniczym archidiecezji paryskiej, ze stolicą tytularną Privata. Sakry biskupiej udzielił mu 8 września 2006 arcybiskup Paryża – kardynał André Vingt-Trois. Jako biskup objął funkcję wikariusza generalnego archidiecezji, kontynuując jednocześnie pracę w wydziale ds. powołań.
25 lipca 2018 papież Franciszek mianował go arcybiskupem Bourges. Ingres do katedry odbył się 29 września 2018.
14 stycznia 2025 został mianowany arcybiskupem metropolitą Poitiers. Ingres odbył 2 marca 2025. Paliusz otrzymał z rąk papieża Leona XIV w dniu 29 czerwca 2025.